# Physharmonika

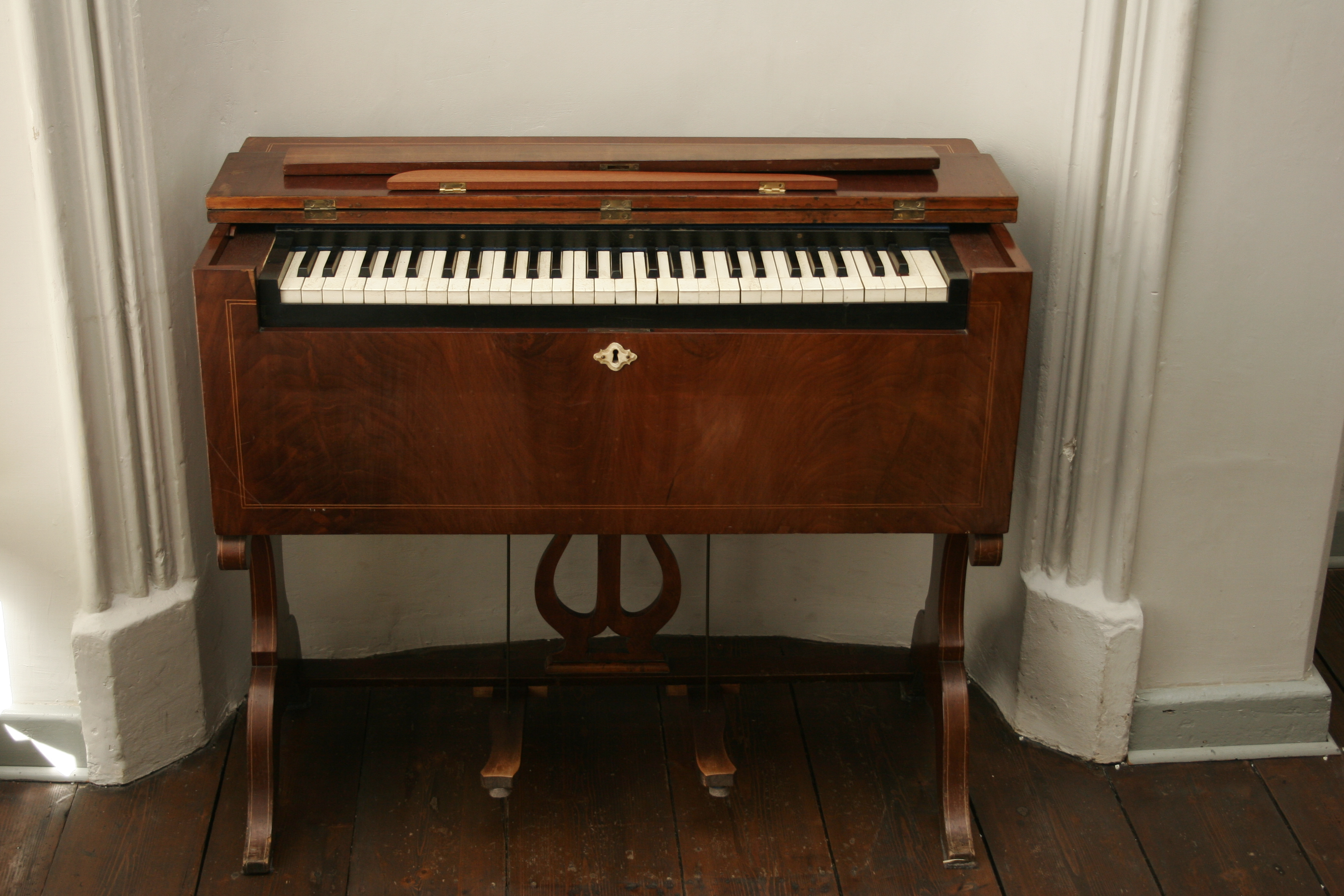
Physharmonika im Organeum in Weener

Die Physharmonika ist eine Tastenharmonika und gilt als Vorläuferin des Harmoniums, der Harmonika und des Pianoakkordeons.
Ein solches Instrument wurde bereits im Jahr 1818 von Anton Haeckl in Wien gebaut. Zwei der Instrumente, die im Jahr 1825 gebaut wurden, befinden sich im Technischen Museum Wien als Exponat: Inv.-Nr. 19.480, mit 20 weißen Tasten, und Inv.-Nr. 38.956. Andere Instrumentenbauer in Wien bauten ähnliche Instrumente.
Eine kurze Beschreibung aus dem Jahr 1840 findet sich in August Gathys Musikalischem Conversations-Lexikon.
Die Bezeichnung „Harmonium“ wurde erst viel später üblich.

## Bauform
Das Instrument besaß eine Klaviatur, auf der mit beiden Händen gespielt wurde, sowie ein Untergestell. Der Balg wurde mittels Pedalen bewegt.
Bei kleineren Exemplaren wurde nur mit der rechten Hand gespielt, während die linke den Balg bediente. Der Tonumfang dieser kleinen Variante der Physharmonika reichte von H bis g″.
In der Wiener allgemeinen musikalischen Zeitung vom 14. April 1821 findet sich folgende Beschreibung: „Die Tastatur ist sehr leicht spielbar, und da der Blasebalg mit dem Fusse getreten wird, so kann der Anschlag nach Willkür geschwellt, oder mittelst einer zweyten Mutation vermindert werden …“

### Verbesserte Stimmzungen
Eine wesentliche Neuerung von Anton Haeckl betraf aber die Tonerzeugung. Entgegen den bisher der Maultrommel nachempfundenen Stimmzungen an der Aeoline, verwendete Anton Haeckl die bald ausschließlich gebräuchlichen Stimmzungen, welche auf eine Stimmplatte mit Ausschnitten aufgeschraubt wurden.

### Erste Handharmonika
Bemerkenswert ist auch, dass es eine kleine tragbare Variante gab, die man praktisch als erste Handharmonika mit Klaviertastatur ansehen kann, wie das aus den Zeitungsberichten ersichtlich ist. Patente und Anzeigen in Zeitungen zu Handharmonikas mit Knöpfen, die nicht nach dem bekannten Muster der Klaviertastatur angeordnet waren, findet man erst etwas später um 1828.

## Patent und ähnliche Instrumente
Ein Patent (Privilegium) erhielt Anton Haeckl für derlei Instrumente am 8. April 1821.
In einem Bericht der Allgemeinen musikalischen Zeitung vom Juni 1821 wird das Instrument beschrieben und dem Aeolodikon gleichgesetzt. Chladni bemerkt zum Bau derartiger Instrumente:

„Dünne Stahlstreifen werden durch einen Luftstrom in zitternde Bewegung gesetzt, fast wie im Einzelnen bei der Maultrommel oder sogenannten Mundharmonika. Aeoline oder Aeolodikon. Ist gut ausgedacht und ausgeführt.“

- 1812: Bernhard Eschenbachs Klaväoline, ein ausführlicher Bericht über deren Entstehung findet sich 1815 im Anzeiger für Kunst- und Gewerbfleiß.[6] die italienische Gazzetta di Milano berichtet 1816 darüber.[7] Im deutschsprachigen Raum ist Johann Caspar Schlimbach mit in Betracht zu ziehen, auch wenn dessen Instrumente anders aussahen.
- 1820: Carl Friedrich Voit,[8] Instrumentenbauer in Schweinfurt, baute in Instrumente nach dem Muster von Eschenbach Verbesserungen bezüglich des Blasebalgs ein. Er behauptete der Erfinder zu sein.
- 1820: Mechaniker Reich aus Fürth mit neuem Instrument in Form eines Klaviers.[9]
- 1824: J. F. Lange aus Kassel benutzt ein Aeolodikon bei einer Aufführung in Wien.[10]
- 1824: Anton Reinlein in Wien erhielt für Verbesserungen ein Patent.[11]
- 1825 baute auch C. A. Bowitz in Breslau das Aeolodikon.[12]
- 1826: Kinderfreund und Balde erhalten ein Patent auf ein Aeolodikon.[13]
- 1826 wird von Leonhard Mälzel berichtet, eine Metall-Harmonika bereits vor 1826 in Preßburg und St. Petersburg vorgeführt zu haben.[14] Leonhard Mälzel erhielt bereits am 19. August 1823 ein Patent für fünf Jahre auf eine Verbesserung seines Orchesterwerks; er baute 1825 ein Metall-Harmonikon mit 53 Waldhörnern, Trompeten, Posaunen, Clarinen und zwei Pauken.[15] Diese Metall-Harmonika war somit ein relativ großer Automat.
- 1827 baute auch Friedrich Sturm in Suhl das Aeolodikon und erhielt ein Patent für ein ähnliches Instrument, 1829 gründete er eine Fabrik mit 16 Mitarbeitern.[16]
- Christian Friedrich Ludwig Buschmann baute zumindest ab 1828 Instrumente, die er ebenfalls Physharmonika nannte.
- 1830: Dowler entwickelt sein Glossophon nach dem Vorbild der Mundharmonika.[17]
- 1830er: Jacob Deutschmann verbesserte und erweiterte die Spielbarkeit der Physharmonika maßgeblich.[18]

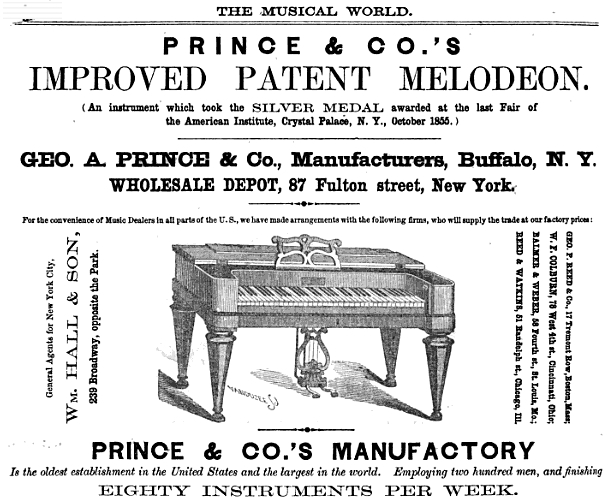
Abbildung eines Melodeons in der Musical World aus dem Jahr 1855

- 1855 wurden in Amerika bereits Melodeons in einer Musikzeitschrift beworben, in der es heißt, dass 200 Arbeiter in der Woche 80 Stück fertigten.[19]
- Ähnliche frühe Instrumente, in Frankreich gebaut, sahen aus wie etwas überdimensionierte moderne Klavierakkordeons, wurden jedoch wie ein Klavier aufgestellt und mit beiden Händen auf einem Manual gespielt. Der Balg wurde mit den Füßen über Seilzüge bewegt. Das Instrument hatte keinen Bassteil, wird aber als Vorläufer des Harmoniums betrachtet. Ein Instrument aus dem Jahr 1880 mit der Inv.-Nr. 15.289 befindet sich als „Busson Brevete“ (Paris) im Technischen Museum Wien.

Diese unvollständige Liste soll deutlich machen, dass die Erfindung nicht Einzelpersonen zuzuschreiben ist. Viele Verbesserungen waren notwendig bis Zuginstrumente in unterschiedlichen Ausprägungen in größeren Stückzahlen verkauft wurden.
Mehr zur Geschichte und zu den Vorläufern des Physharmoniums findet man unter Harmonium → Abschnitt Vorläufer und Entstehung.

## Musiker und Komponisten
Ein mit dem Instrument verbundener Künstler war Carl Georg Lickl. Die Pianistin und Komponistin Leopoldine Blahetka trat mit diesem Instrument auf.

## Einsatz
Der Einsatz eines Äolodikons ist für das 25-jährige Regierungsjubiläum von König Maximilian I. Joseph von Bayern in München im Jahre 1824 belegt. Am 15. Februar des Jahres 1824 zog die königliche Familie begleitet von der „Sphärenmusik“ eines Äolodikons ins Hoftheater ein.